# 白根絞り
白根絞り（しろねしぼり）は、新潟市南区の白根地域でつくられる絞り染めの名称。かつては日本の3大絞の一つと称されるほど盛んであった。第二次世界大戦後に生産が途絶え産業としての歴史を終えたが、現在は地元の市民グループにより復興が進められている。新潟市指定無形文化財。

## 沿革
白根絞りの起源は江戸時代の後期、安永年間（1772年 - 1781年）にさかのぼると推測されている。また、天保5年（1834年）に福島兵吾という渡り職人が招かれ鳴海の絞り技法が伝えられた。弘化年間（1844年 - 1847年）には田村豊松が絞り機「鎌」を考案、「鎌」は絞り台の棒の頭部に鉄製の鎌の形をした金具を取り付けたもので、この鎌の先に生地をとめて布を括る事で生産効率が向上した。明治を迎えると白根絞りの市場は全国に広がり、明治後期の最盛期には当時の白根町内の女性の8割が生産に携わり、売り上げは米の生産高を上回り町の予算の47倍にもなったという。白根絞りは愛知県の鳴海絞り、大分県の豊後絞りと並ぶ日本の3大絞の一つと言われたとされる。しかし、第一次世界大戦後の不況、昭和6年（1931年）の白根町火災、更には第二次世界大戦などにより生産は打撃を受け、戦後は着物の需要が減った事などにより衰退した。
現在は白根絞りの復興活動が行われており、当初は地元の主婦による教養サークルの活動として白根絞りの歴史調査を行ったことに始まり、平成2年（1990年）よりかつて絞りを手がけていた経験者から学んで復活が進められた。平成3年（1991年）には白根市（現在は新潟市）より市指定の無形文化財に指定されている。